# Кларк (округ, Алабама)
Кларк (англ. Clarke County) — округ в США, штате Алабама. Официально образован в 1812 году. По состоянию на 2000 год, численность населения составляла 27 867 человек. Административный центр округа — Гров-Хилл.

## География
По данным Бюро переписи США, общая площадь округа — 3244 км², из которых 3207,4 км² — суша, а 36,6 км² или 1,13% — это водоемы.

### Соседние округа
|           | Чокто   | Маренго | Уилкокс |  |
|           | север   | Монро   |         |  |
| Кларк     |         | Монро   |         |  |
| юг        |         | Монро   |         |  |
| Вашингтон | Болдуин |         |         |  |

## Демография
По данным переписи населения 2000 года в округе проживало 27 867 жителей, в составе 10 578 хозяйств и 7700 семей. Плотность населения была 9 чел. на 1 квадратный километр. Насчитывалось 12 631 жилых домов. Расовый состав населения был 55,94% белых, 43,02% чёрных или афроамериканцев, и 0,49% представители двух или более рас. 0,65% населения являлись испаноязычными или латиноамериканцами.
Из 10 578 хозяйств 35,4% воспитывают детей возрастом до 18 лет, 53,9% супружеских пар живущих вместе, 15,7% женщин-одиночек, 27,2% не имели семей. 25,5% от общего количества живут самостоятельно, 11,9% — лица старше 65 лет, живущие в одиночку. В среднем на каждое хозяйство приходилось 2,6 человека, среднестатистический размер семьи составлял 3,13 человека.
Показатели по возрастным категориям в округе были следующие: 28% жители до 18 лет, 8,5% от 18 до 24 лет, 27,5% от 25 до 44 лет, 22,5% от 45 до 64 лет, и 13,5% старше 65 лет. Средний возраст составлял 36 лет. На каждых 100 женщин приходилось 89,7 мужчины. На каждых 100 женщин в возрасте 18 лет и старше приходилось 84,6 мужчины.